# Тахтакупирський район
Тахтакупирський район (до 1963 року — Тахта-Купирський; кар. Taxtakwoʻpir rayoniʻ; узб. Тахтакўпир тумани, Taxtakoʻpir tumani) — район в Узбекистані, Республіка Каракалпакстан. Розташований на сході республіки. Центр — міське селище Тахтакупир.
Межує на півночі з Муйнацьким районом Каракалпакстану, на північному сході з Казахстаном, на сході з Навоїйською областю, на півдні з Елліккалинським і Бірунійським районами, на південному заході і заході з Караузяцьким районами.
Через район протікають канали Куванишджарма, Коксу та ін. Тут знаходяться озера Батаколь, Каратерень, Караколь, Шангколь, Таникколь, Алтинколь та ін. У північній частині району височина Бельтау. На території району також піски Таскудик і Кизилкум.
Через район проходять автошляхи Нукус — Чимбай — Тахтакупир, Тахтакупир — Учкудук.
Утворений у 1928 році, у 1963–1965 роках був ліквідований (входив до Чимбайського). Площа району 21,1 тис. км², населення — 42,6 тис. осіб (2004)
Станом на 1 січня 2011 року до складу району входили 1 міське селище (Тахтакупир) і 8 сільських сходів громадян.
Сільські сходи громадян:
- Атакуль
- Белтау
- Жанадар'я
- Караой
- Каратерен
- Конираткол (Кунградкуль)
- Мулік
- Тахтакупир